# Осипова Олена Олександрівна
Олена Олександрівна Осипова (рос. Елена Александровна Осипова, нар. 22 травня 1993) — російська лучниця, дворазова срібна призерка Олімпійських ігор 2020 року.

## Виступи на Олімпіадах
| Олімпіада  | Дисципліна             | Місце |
| ---------- | ---------------------- | ----- |
| Токіо 2020 | індивідуальна першість | 2     |
| Токіо 2020 | командна першість      | 2     |